# Мотова Дар'я Олексіївна
Дари́на (Дар'я) Олексі́́ївна Мо́това (нар. 12 липня 1991) — українська веслувальниця на байдарках і каное. Майстер спорту України міжнародного класу.

## З життєпису
Проживає в місті Полтава. 2010 року на літніх іграх молоді України здобула срібну нагороду.
2011 року на Чемпіонаті Європи в Белграді посіла 4-ту сходинку — каное-двійка; пара Мотова — Жилюк.
2012 — срібна нагорода Чемпіонату Європи в Хорватії — двійка; Наталія Жилюк/Дар'я Мотова.
Здобула бронзову медаль на Чемпіонаті Європи з веслування на каное 2013 року — на дистанції C2 на 500 метрів (з Наталією Жилюк).